# Overseas Highway

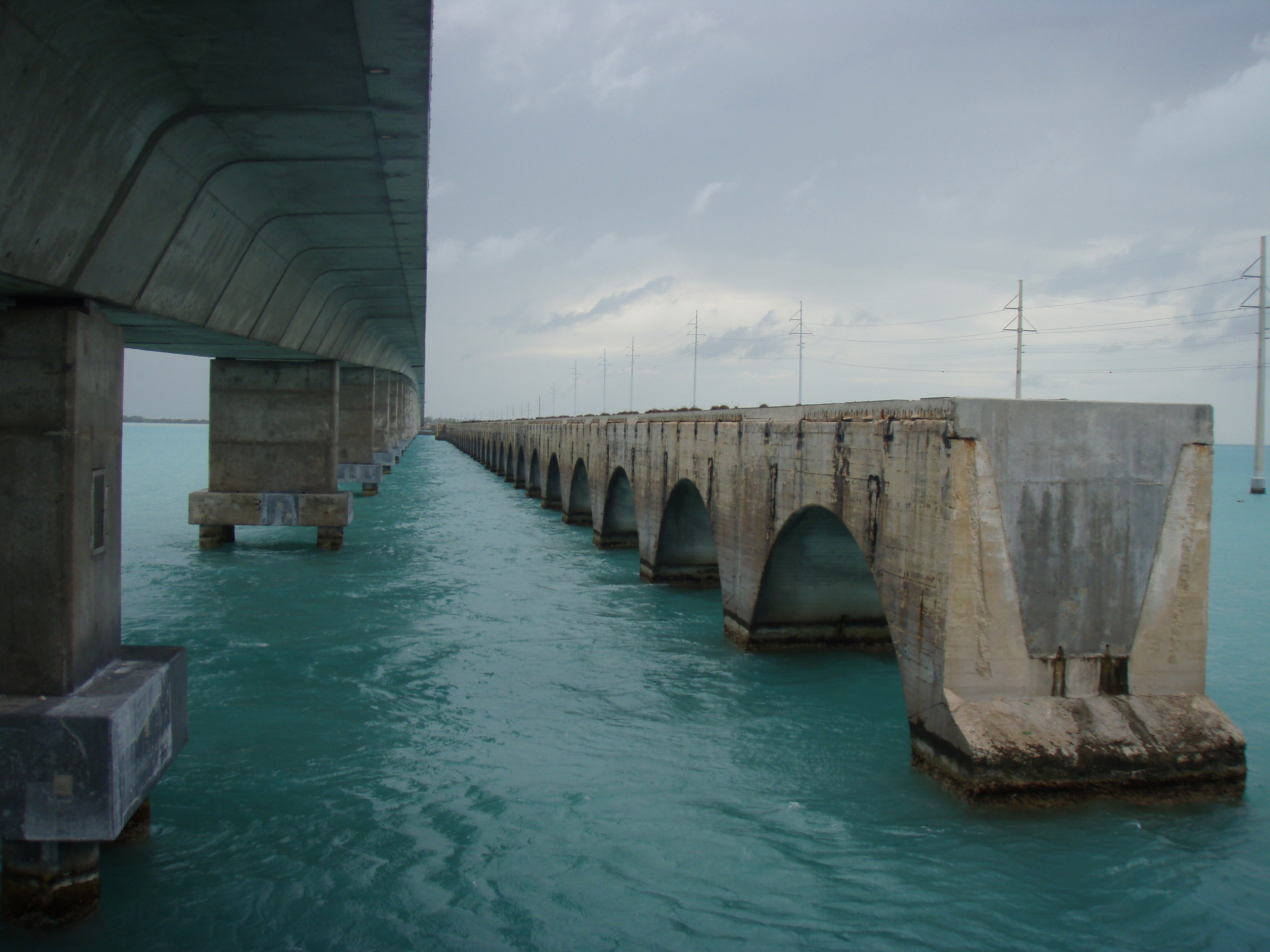
Eine neue Brücke (links) und die alte Brücke (rechts) am „Channel five“ zwischen 'Craig Key' und 'Long Key'

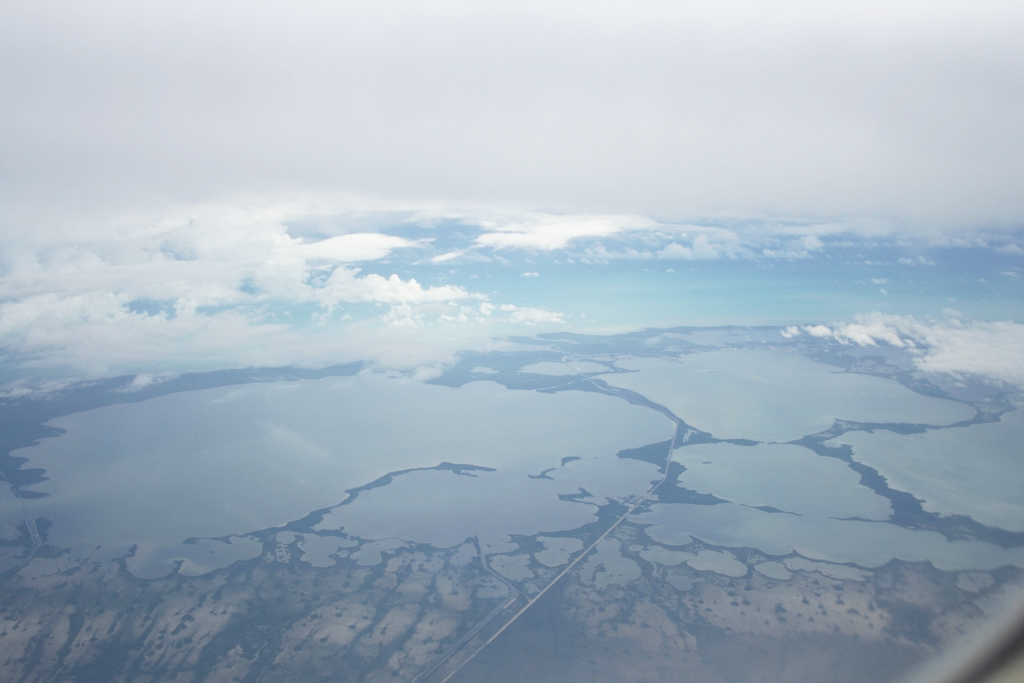
Luftbild

Der Overseas Highway ist der südlichste Abschnitt des U.S. Highways 1 in Florida, USA. Der 205 Kilometer lange Highway verbindet 40 Inseln der Florida Keys miteinander und reicht von Homestead bis nach Key West. Der Highway ist die einzige Landverbindung zwischen den Florida Keys und dem Festland der USA und im Falle eines Hurrikans auch die einzige Fluchtroute für die Einwohner und Touristen.

## Mile Marker
Die Orientierung entlang des Highways erfolgt über die Mile Marker, die jede Meile gesetzt sind. Die Markierung beginnt in Key West und geht bis 127.5 in Florida City. Bis auf das Stadtgebiet von Marathon dienen die Mile Marker mit einem Anhang als Hausnummer. Endet die Zahl mit einer geraden Nummer, liegt die Adresse auf der westlichen Seite des Highways, ist sie ungerade, liegt sie auf der östlichen Seite. Die Adresse 100511 Overseas Highway würde bedeuten, die Adresse liegt bei MM 100.5 auf der östlichen Seite zum Ozean.

## Geschichte

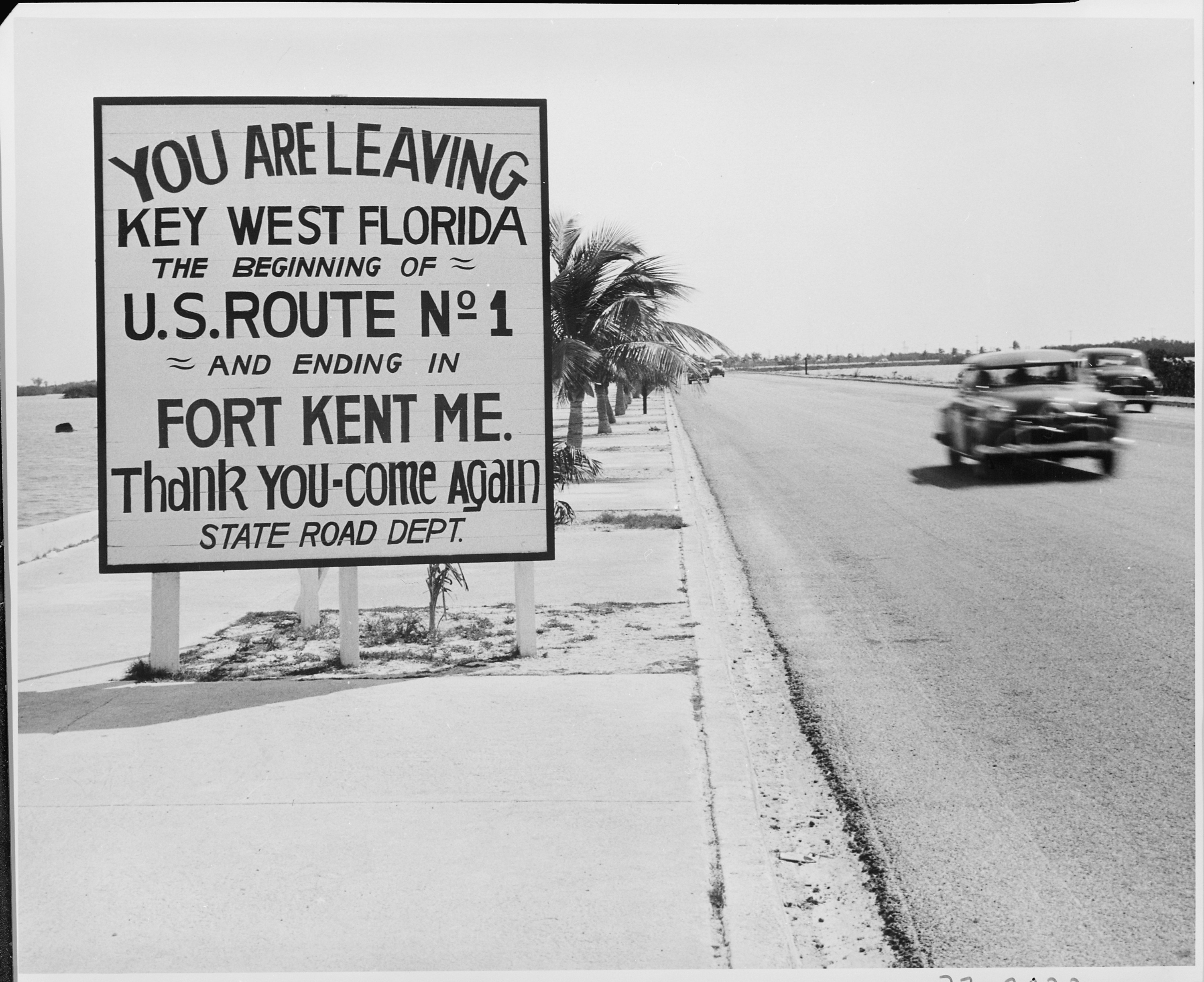
Der Anfang des U.S. Highways 1 im März 1951.

Der Bau der Strecke begann 1923. Nachdem der Labor-Day-Hurrikan 1935 die Trasse der Florida East Coast Railway (Overseas Railway) entlang der Florida Keys zerstört hatte, wurde der Highway auf der Eisenbahntrasse gebaut. Auf den ehemaligen Eisenbahnbrücken wie der Old Bahia Honda Bridge wurde die Fahrbahn auf die Eisenbahnschienen aufgesetzt. Der neue Overseas Highway wurde 1938 eröffnet. Bis zum 15. April 1954 war die Benutzung des Highways gebührenpflichtig. Mautstationen befanden sich auf Big Pine Key und auf Lower Matecumbe Key. Ab den 1970er Jahren wurden die alten, schmalen ehemaligen Eisenbahnbrücken durch neue daneben liegende Betonbrücken ersetzt, deren bekannteste die elf Kilometer lange Seven Mile Bridge zwischen Bahia Honda Key und Vaca Key im Stadtgebiet von Marathon ist.
Am 13. August 1979 wurden die Brücken des Overseas Highway in das National Register of Historic Places eingetragen.